# Parki narodowe w Azji
Parki narodowe położone na obszarze Azji

## Azerbejdżan
| Nazwa                                    | Rok założenia         | Powierzchnia (km²) |
| ---------------------------------------- | --------------------- | ------------------ |
| Park Narodowy Zangazur (dawniej Ordubad) | 2003 (powiększ. 2009) | 427,97             |
| Szyrwański Park Narodowy                 | 2003                  | 543,74             |
| Park Narodowy Ag-Gol                     | 2003                  | 179,24             |
| Park Narodowy Hirkan                     | 2004                  | 403,58             |
| Park Narodowy Altyaghach                 | 2004                  | 110,35             |
| Apszeroński Park Narodowy                | 2005                  | 7,83               |
| Park Narodowy Shahdagh                   | 2006                  | 1158,95            |
| Park Narodowy Goygol                     | 2008                  | 127,55             |

## Gruzja
| Nazwa                             | Rok założenia | Powierzchnia (km²) |
| --------------------------------- | ------------- | ------------------ |
| Park Narodowy Bordżomi-Charagauli | 1995          | 760                |

## Indie
| Nazwa                                        | Stan              | Rok założenia | Powierzchnia (km²) |
| -------------------------------------------- | ----------------- | ------------- | ------------------ |
| Park Narodowy Anshi                          | Karnataka         | 1987          | 250                |
| Park Narodowy Balphakram                     | Meghalaya         | 1986          | 220                |
| Park Narodowy Bandhavgarh                    | Madhya Pradesh    | 1982          | 448.85             |
| Park Narodowy Bandipur                       | Karnataka         | 1974          | 874.20             |
| Park Narodowy Bannerghatta                   | Karnataka         | 1974          | 106.27             |
| Park Narodowy Vansda                         | Gujarat           | 1979          | 23.99              |
| Park Narodowy Betla                          | Jharkhand         | 1986          | 231.67             |
| Park Narodowy Bhitarkanika                   | Orissa            | 1988          | 145                |
| Park Narodowy Blackbuck                      | Gujarat           | 1976          | 34.08              |
| Park Narodowy Campbell Bay                   | Andaman i Nicobar | 1992          | 426.23             |
| Park Narodowy Chandoli                       | Maharashtra       | 2004          | 317.67             |
| Park Narodowy Corbett                        | Uttarakhand       | 1992          | 110                |
| Park Narodowy Dachigam                       | Jammu i Kashmir   | 1981          | 141                |
| Park Narodowy Darrah                         | Rajasthan         | 2004          | 250                |
| Park Narodowy Desert                         | Rajasthan         | 1980          | 3162               |
| Park Narodowy Dibru-Saikhowa                 | Assam             | 1999          | 340                |
| Park Narodowy Dudhwa                         | Uttar Pradesh     | 1977          | 490.29             |
| Park Narodowy Erawikulam                     | Kerala            | 1978          | 97                 |
| Park Narodowy Fossil                         | Madhya Pradesh    | 1983          | 0.27               |
| Park Narodowy Galathea                       | Andaman i Nicobar | 1992          | 110                |
| Park Narodowy Gangotri                       | Uttarakhand       | 1989          | 1552.73            |
| Park Narodowy Gir                            | Gujarat           | 1965          | 258.71             |
| Park Narodowy Gorumara                       | West Bengal       | 1994          | 79.45              |
| Park Narodowy Govind Pashu Vihar             | Uttarakhand       | 1990          | 472.08             |
| Park Narodowy Wielkich Himalajów             | Himachal Pradesh  | 1984          | 754.40             |
| Park Narodowy Gugamal                        | Maharashtra       | 1987          | 361.28             |
| Park Narodowy Guindy                         | Tamil Nadu        | 1976          | 2.82               |
| Park Narodowy Gulf of Kachchh Marine         | Gujarat           | 1980          | 162.89             |
| Park Narodowy Gulf of Mannar Marine          | Tamil Nadu        | 1980          | 6.23               |
| Park Narodowy Hemis                          | Jammu and Kashmir | 1981          | 4100               |
| Park Narodowy Harike Wetland                 | Punjab            | 1987          | 86                 |
| Park Narodowy Hazaribag                      | Jharkhand         | 1954          | 183.89             |
| Park Narodowy Indira Gandhi Wildlife         | Tamil Nadu        | 1989          | 117.10             |
| Park Narodowy Indravati                      | Chhattisgarh      | 1981          | 1258.37            |
| Park Narodowy Ntangki                        | Nagaland          | 1993          | 202.02             |
| Park Narodowy Kalesar                        | Hariana           | 2003          | 100.88             |
| Park Narodowy Kanha                          | Madhya Pradesh    | 1955          | 940                |
| Park Narodowy Kanger Ghati                   | Chhattisgarh      | 1982          | 200                |
| Park Narodowy Kasu Brahmananda Reddy         | Andhra Pradesh    | 1994          | 1.42               |
| Park Narodowy Kaziranga                      | Assam             | 1974          | 471.71             |
| Park Narodowy Keibul Lamjao                  | Manipur           | 1977          | 40                 |
| Park Narodowy Keoladeo                       | Rajasthan         | 1981          | 28.73              |
| Park Narodowy Kanczendzangi                  | Sikkim            | 1977          | 1784               |
| Park Narodowy Kishtwar                       | Jammu i Kashmir   | 1981          | 400                |
| Park Narodowy Kudremukh                      | Karnataka         | 1987          | 600.32             |
| Park Narodowy Madhav                         | Madhya Pradesh    | 1959          | 375.22             |
| Park Narodowy Mahatma Gandhi Marine - Wandur | Andaman i Nicobar | 1983          | 281.50             |
| Park Narodowy Mahavir Harina Vanasthali      | Andhra Pradesh    | 1994          | 14.59              |
| Park Narodowy Manas                          | Assam             | 1990          | 500                |
| Park Narodowy Mathikettan Shola              | Kerala            | 2003          | 12.82              |
| Park Narodowy Middle Button Island           | Andaman i Nicobar | 1987          | 0.64               |
| Park Narodowy Mollem                         | Goa               | 1978          | 107                |
| Park Narodowy Mouling                        | Arunachal Pradesh | 1986          | 483                |
| Park Narodowy Mount Harriet                  | Andaman i Nicobar | .             | .                  |
| Park Narodowy Mrugavani                      | Andhra Pradesh    | .             | .                  |
| Park Narodowy Mudumalai                      | Tamil Nadu        | .             | .                  |
| Park Narodowy Mukurthi                       | Tamil Nadu        | .             | .                  |
| Park Narodowy Murlen                         | Mizoram           | .             | .                  |
| Park Narodowy Namdapha                       | Arunachal Pradesh | .             | .                  |
| Park Narodowy Nameri                         | Assam             | .             | .                  |
| Park Narodowy Nanda Devi                     | Uttarakhand       | 1982          | 717                |
| Park Narodowy Nandankanan                    | Orissa            | .             | .                  |
| Park Narodowy Navegaon                       | Maharashtra       | .             | .                  |
| Park Narodowy Neora Valley                   | West Bengal       | .             | .                  |
| Park Narodowy Nokrek                         | Meghalaya         | .             | .                  |
| Park Narodowy North Button Island            | Andaman i Nicobar | .             | .                  |
| Park Narodowy Orang                          | Assam             | .             | .                  |
| Park Narodowy Palani Hills                   | Tamil Nadu        | .             | .                  |
| Park Narodowy Panna                          | Madhya Pradesh    | .             | .                  |
| Park Narodowy Pench, Madhya Pradesh          | Madhya Pradesh    | .             | .                  |
| Park Narodowy Pench                          | Maharashtra       | .             | .                  |
| Park Narodowy Periyar                        | Kerala            | .             | .                  |
| Park Narodowy Phawngpui Blue Mountain        | Mizoram           | .             | .                  |
| Park Narodowy Pin Valley                     | Himachal Pradesh  | .             | .                  |
| Park Narodowy Rajaji                         | Uttarakhand       | .             | .                  |
| Park Narodowy Nagarhole-Rajiv Gandhi         | Karnataka         | .             | .                  |
| Park Narodowy Rani Jhansi Marine             | Andaman i Nicobar | .             | .                  |
| Park Narodowy Ranthambore                    | Rajasthan         | .             | .                  |
| Park Narodowy Saddle Peak                    | Andaman i Nicobar | .             | .                  |
| Park Narodowy Salim Ali                      | Jammu i Kashmir   | .             | .                  |
| Park Narodowy Sanjay                         | Madhya Pradesh    | .             | .                  |
| Park Narodowy Borivili-Sanjay Gandhi         | Maharashtra       | .             | .                  |
| Park Narodowy Sariska                        | Rajasthan         | .             | .                  |
| Park Narodowy Satpura                        | Madhya Pradesh    | .             | .                  |
| Park Narodowy Silent Valley                  | Kerala            | .             | .                  |
| Park Narodowy Sirohi                         | Manipur           | .             | .                  |
| Park Narodowy Simlipal                       | Orissa            | .             | .                  |
| Park Narodowy Singalila                      | West Bengal       | .             | .                  |
| Park Narodowy South Button Island            | Andaman i Nicobar | .             | .                  |
| Park Narodowy Sri Venkateswara               | Andhra Pradesh    | .             | .                  |
| Park Narodowy Sultanpur                      | Hariana           | .             | .                  |
| Park Narodowy Sundarbanów                    | West Bengal       | .             | .                  |
| Park Narodowy Tadoba                         | Maharashtra       | .             | .                  |
| Park Narodowy Doliny Kwiatów                 | Uttarakhand       | .             | .                  |
| Park Narodowy Valmiki                        | Bihar             | .             | .                  |
| Park Narodowy Van Vihar                      | Madhya Pradesh    | .             | .                  |
| 97. Park Narodowy Dimna                      | Jharkhand         | .             | .                  |

## Iran
| Nazwa                   | Rok założenia | Powierzchnia (km²) |
| ----------------------- | ------------- | ------------------ |
| Park Narodowy Kavirl    | ...           | 4000               |
| Park Narodowy Tandooreh | ...           | ...                |

## Kambodża
| Nazwa                  | Rok założenia | Powierzchnia (km²) |
| ---------------------- | ------------- | ------------------ |
| Park Narodowy Kiriroml | ...           | 570                |
| Park Narodowy Ream     | 1993          | 210                |
| Park Narodowy Virachey | 1993          | 3325               |

## Kazachstan
| Nazwa                              | Rok założenia | Powierzchnia (km²) |
| ---------------------------------- | ------------- | ------------------ |
| Park Narodowy Ałatau Dżungarskiego | 2010          | 3560,22            |
| Park Narodowy Ałatau Zailijskiego  | 1996          | 1997,03            |
| Park Narodowy Ałtynemel            | 1996          | 1611,53            |
| Park Narodowy Bajanauyl            | 1985          | 684,53             |
| Park Narodowy Bujratau             | 2011          | 889,68             |
| Park Narodowy Burabaj              | 2000          | 1299,35            |
| Park Narodowy Karkarały            | 1998          | 1121,2             |
| Park Narodowy Katonkaragaj         | 2001          | 6434,77            |
| Park Narodowy Kokczetaw            | 1996          | 1820,76            |
| Park Narodowy Kölsaj köldery       | 2007          | 1610,45            |
| Park Narodowy Sajram-Ögem          | 2006          | 1490,53            |
| Park Narodowy Szaryn               | 2004          | 1270,5             |

## Kirgistan
| Nazwa                   | Rok założenia | Powierzchnia (km²) |
| ----------------------- | ------------- | ------------------ |
| Park Narodowy Ala Archa | 1976          | 200                |

## Korea Południowa
| Nazwa                         | Rok założenia | Powierzchnia (km²) |
| ----------------------------- | ------------- | ------------------ |
| Park Narodowy Bukhansan       | 1983          | 79,92              |
| Park Narodowy Byeonsanban-do  | ...           | 154,72             |
| Park Narodowy Chiaksan        | ...           | 181,63             |
| Park Narodowy Dadohae Haesang | ...           | 2321,51            |
| Park Narodowy Deogyusan       | ...           | 231,65             |
| Park Narodowy Jirisan         | ...           | 471,75             |
| Park Narodowy Juwangsan       | 1976          | 107,43             |
| Park Narodowy Gayasan         | ...           | 77,07              |
| Park Narodowy Gyeongju        | 1968          | 138,72             |
| Park Narodowy Gyeryongsan     | ...           | 64,68              |
| Park Narodowy Hallasan        | ...           | 153,39             |
| Park Narodowy Hallyeo Haesang | ...           | 545,63             |
| Park Narodowy Naejangsan      | ...           | 81,72              |
| Park Narodowy Odaesan         | ...           | 303,93             |
| Park Narodowy Seoraksan       | ...           | 398,53             |
| Park Narodowy Sobaeksan       | ...           | 322,38             |
| Park Narodowy Songnisan       | ...           | 274,54             |
| Park Narodowy Taean-haean     | ...           | 326,57             |
| Park Narodowy Wolchulsan      | 1988          | 56,1               |
| Park Narodowy Woraksan        | ...           | 287,98             |

## Mongolia
| Nazwa                                     | Rok założenia  | Powierzchnia (km²) |
| ----------------------------------------- | -------------- | ------------------ |
| Park Narodowy Ałtaj-Tawanbogd             | 1996           | 6362               |
| Park Narodowy Cambagaraw uul              | 2000           | 1110               |
| Park Narodowy Chan Chöchij-Chjargas nuur  | 2000           | 5534               |
| Park Narodowy Changaju                    | 1996           | 8885               |
| Park Narodowy Char Us nuur                | 1997           | 8503               |
| Park Narodowy Chögn-Tarn                  | 1997/2003      | 836                |
| Park Narodowy Chorgo-Terchijn Cagaan nuur | 1965/1995      | 773                |
| Park Narodowy Chustajn nuruu              | 1993/1998      | 506                |
| Park Narodowy Czerwonej Tajgi             | 2003           | 1082               |
| Park Narodowy Dariganga                   | 1993/2004      | 647                |
| Park Narodowy Gorchi-Tereldż              | 1993           | 2932               |
| Park Narodowy Gowi Gurwansajchan          | 1965/1993/2000 | 26947              |
| Park Narodowy Ich Bogd uul                | 2008           | 3132               |
| Park Narodowy Jeziora Chubsuguł           | 1992/1995      | 8381               |
| Park Narodowy Mjangan Ugaldzat            | 2002           | 632                |
| Park Narodowy Mönchchajrchan uul          | 2006           | 3004               |
| Park Narodowy Nojon changaj               | 1998           | 591                |
| Park Narodowy Onon-Baldż                  | 2000           | 4158               |
| Park Narodowy Orchony chöndij             | 2006           | 930                |
| Park Narodowy Sijlchemijn nuruu           | 2000           | 1401               |
| Park Narodowy Tarwagatajn nuruu           | 2000           | 5254               |
| Park Narodowy Tudżijn Nars                | 2002           | 701                |

## Nepal
| Nazwa                          | Rok założenia | Powierzchnia (km²) |
| ------------------------------ | ------------- | ------------------ |
| Park Narodowy Rara             | 1976          | 106                |
| Park Narodowy Shivapuri        | ...           | 144                |
| Park Narodowy Khaptad          | 1984          | 255                |
| Park Narodowy Chitwan          | 1973          | 960                |
| Park Narodowy Bardia           | 1976          | 968                |
| Park Narodowy Sagarmatha       | 1976          | 1148               |
| Park Narodowy Langtang         | 1976          | 1710               |
| Park Narodowy Makalu-Barun     | 1992          | 2330               |
| Park Narodowy Shey Phoksundo   | 1984          | 3555               |
| Rezerwat Przyrody Koshi Tapu   | 1976          | 175                |
| Rezerwat Przyrody Sukla Phanta | 1973          | 305                |
| Rezerwat Przyrody Parsa        | 1984          | 499                |
| Obszar Chroniony Manaslu       | 1997          | 1663               |
| Obszar Chroniony Kanczendzonga | 1998          | 2035               |
| Obszar Chroniony Annapurny     | 1986          | 7629               |
| Obwód Łowiecki Dhorpatan       | 1983          | 1325               |

## Pakistan
| Nazwa                              | Rok założenia               | Powierzchnia (km²) |
| ---------------------------------- | --------------------------- | ------------------ |
| Park Narodowy Ayubia               | 1984 (powiększ. 1998)       | 33,12              |
| Park Narodowy Chinji               | 1987                        | 60,95              |
| Park Narodowy Chitral Gol          | 1984                        | 77,5               |
| Park Narodowy Deosai               | 1993                        | 3626               |
| Park Narodowy Gamot                | ...                         | ...                |
| Park Narodowy Handrap-Shandoor     | ...                         | ...                |
| Park Narodowy Hazarganji-Chiltan   | ...                         | ...                |
| Park Narodowy Hingol               | 1988                        | 6190               |
| Park Narodowy Khunjerab            | 1975                        | ...                |
| Park Narodowy Kirthar              | 1974                        | 3087               |
| Park Narodowy Lal Suhanra          | 1972 (powiększ. 1984, 2000) | 657,9              |
| Park Narodowy Lehri                | ...                         | ...                |
| Park Narodowy Lulusar-Dodipat      | ...                         | ...                |
| Park Narodowy Machiara             | ...                         | ...                |
| Park Narodowy Margalla Hills       | ...                         | ...                |
| Park Narodowy Saiful Malook        | ...                         | ...                |
| Park Narodowy Sheikh Badin         | ...                         | ...                |
| Park Narodowy Pir Lasoora          | ...                         | ...                |
| Park Narodowy Środkowego Karakorum | 1993                        | ok. 10 557         |
| Park Narodowy Toh Pir              | ...                         | ...                |
| Park Narodowy Himalajów            | 2021                        | 2263               |

## Sri Lanka
| Nazwa                       | Rok założenia | Powierzchnia (km²) |
| --------------------------- | ------------- | ------------------ |
| Park Narodowy Yala          | ...           | 979                |
| Park Narodowy Wilpattu      | 1938          | 1316,67            |
| Park Narodowy Gal Oya       | 1954          | 259                |
| Park Narodowy Kumana        | ...           | 181                |
| Park Narodowy Udawalawe     | 1972          | 308                |
| Park Narodowy Lahugala      | ...           | 15.54              |
| Park Narodowy Maduru Oya    | ...           | 58,85              |
| Park Narodowy Wasgamuwa     | ...           | 370,63             |
| Park Narodowy Flood Plains  | ...           | 173,50             |
| Park Narodowy Somawathiya   | ...           | 393,22             |
| Park Narodowy Horton Plains | 1969          | 31,60              |
| Park Narodowy Boondala      | ...           | 62,16              |
| Park Narodowy Lunugamvehera | ...           | 234,98             |
| Park Narodowy Minneriya     | ...           | 88,89              |
| Park Narodowy Kaudulla      | ...           | 69                 |
| Park Narodowy Hikkaduwa     | ...           | 1,01               |
| Park Narodowy Wyspa Pigeon  | ...           | 4,71               |

## Tajwan
| Nazwa                                        | Rok założenia | Powierzchnia (km²) |
| -------------------------------------------- | ------------- | ------------------ |
| Morski Park Narodowy Południowych Peskadorów | 2014          | 358,44             |
| Park Narodowy Dongsha Huanjiao               | 2007          | 3536,68            |
| Park Narodowy Kending                        | 1984          | 332,69             |
| Park Narodowy Taijiang                       | 2009          | 393,1              |
| Park Narodowy Tailuge                        | 1986          | 920                |
| Park Narodowy Wyspy Kinmen                   | 1995          | 37,8               |
| Park Narodowy Xueba                          | 1992          | 768,5              |
| Park Narodowy Yangming Shan                  | 1985          | 114,55             |
| Park Narodowy Yu Shan                        | 1985          | 1054,91            |

## Uzbekistan
| Nazwa                            | Rok założenia | Powierzchnia (km²) |
| -------------------------------- | ------------- | ------------------ |
| Park Narodowy Zomin              | ...           | 156                |
| Ugamsko-Czatkalski Park Narodowy | ...           | 570                |

## Wietnam
| Nazwa                           | Rok założenia | Powierzchnia (km²) |
| ------------------------------- | ------------- | ------------------ |
| Park Narodowy Ba Vì             | 1991          | 69,86              |
| Park Narodowy Bạch Mã           | 1991          | 220,3              |
| Park Narodowy Bái Tử Long       | 2001          | 157,83             |
| Park Narodowy Bến En            | 1992          | 166,34             |
| Park Narodowy Bidoup Núi Bà     | 2004          | 648                |
| Park Narodowy Bù Gia Mập        | 2002          | 260,32             |
| Park Narodowy Cát Bà            | 1986          | 152                |
| Park Narodowy Cát Tiên          | 1992          | 738,78             |
| Park Narodowy Chư Mom Ray       | 2002          | 566,21             |
| Park Narodowy Chư Yang Sin      | 2002          | 589,47             |
| Park Narodowy Côn Đảo           | 1993          | 150,43             |
| Park Narodowy Cúc Phương        | 1966          | 200                |
| Park Narodowy Hoàng Liên        | 1996          | 387,24             |
| Park Narodowy Kon Ka Kinh       | 2002          | 417,8              |
| Park Narodowy Lò Gò Xa Mát      | 2002          | 187,65             |
| Park Narodowy Mũi Cà Mau        | 2003          | 418,62             |
| Park Narodowy Núi Chúa          | 2003          | 298,65             |
| Park Narodowy Phong Nha-Kẻ Bàng | 2001          | 2000               |
| Park Narodowy Phú Quốc          | 2001          | 314,22             |
| Park Narodowy Phước Bình        | 2006          | 198,14             |
| Park Narodowy Pù Mát            | 2001          | 911,13             |
| Park Narodowy Tam Đảo           | 1986          | 368,83             |
| Park Narodowy Tràm Chim         | 1994          | 75,88              |
| Park Narodowy U Minh Hạ         | 2006          | 82,86              |
| Park Narodowy U Minh Thượng     | 2002          | 80,53              |
| Park Narodowy Vũ Quang          | 2002          | 550,29             |
| Park Narodowy Xuân Sơn          | 2002          | 150,48             |
| Park Narodowy Xuân Thủy         | 2003          | 71                 |
| Park Narodowy Yok Đôn           | 1991          | 1155,45            |

## Zjednoczone Emiraty Arabskie
| Nazwa                 | Rok założenia | Powierzchnia (km²) |
| --------------------- | ------------- | ------------------ |
| Park Narodowy Szardża | 1982          | 0,63               |